# Conrad Böcker
Conrad Böcker (1871 – abril de 1936) foi um ginasta alemão, que competiu em provas de ginástica artística. 
Em 1896, representou a Alemanha nos Jogos de Atenas na Grécia. Na ocasião, venceu as disputadas das provas coletivas. Integrante da equipe alemã ao lado de Gustav Flatow, Alfred Flatow, Georg Hillmar, Fritz Hoffmann, Fritz Manteuffel, Karl Neukirch, Richard Röstel, Gustav Schuft, Carl Schuhmann e Hermann Weingärtner, foi medalhista de ouro nas barras paralelas e na barra horizontal.